# Noah Östlund
Noah Östlund (né le 11 mars 2004 à Nykvarn en Suède) est un joueur suédois de hockey sur glace. Il évolue à la position d'attaquant.

## Biographie

### Carrière junior
Östlund commence sa carrière junior avec le Södertälje SK en 2017-2018. Il évolue avec eux durant deux saisons, jouant principalement dans le contingent moins de 16 ans, mais disputant aussi deux rencontres de séries éliminatoires avec les moins de 18 ans.
En 2018-2019, il participe au TV-Pucken, le tournoi national par district des moins de 15 ans en Suède. Il ne parvient pas à aider son équipe Södermanland et termine à la 16e et dernière place du tournoi. L'année suivante, il se rattrape, inscrivant seize points, et étant le deuxième meilleur compteur du tournoi, il permet à son équipe de remporter la médaille de bronze.
À partir de la saison 2019-2020, il intègre la filière de formation du Djurgården IF. À sa première saison, il dispute quelques matchs avec la deuxième garniture des moins de 16 ans, trois matchs avec la première équipe des moins de 16 ans, mais évolue principalement les moins de 18 ans, disputant quinze rencontres en Elit et treize en Allsvenskan.
Lors de la saison 2020-2021, il dispute quatre rencontres avec le contingent moins de 18 ans, avant d'intégrer le contingent des moins de 20 ans en J20 Nationell. En dix matchs, il inscrit 15 points, terminant meilleur compteur de son équipe et est le junior de moins de 17 ans comptant le plus de points dans ce championnat.
Pour la saison 2021-2022, il évolue principalement avec le contingent des moins de 20 ans avec qui il va finir vice-champion. Il va également renforcer le contingent des moins de 18 ans lors des séries éliminatoires et les aide à remporter le championnat.

### En club
Östlund fait ses débuts professionnels avec le Djurgården IF en SHL, lors de la saison 2021-2022. Il dispute son premier match, le 22 octobre 2021 face au IK Oskarshamn. Son équipe s'incline sur le score de 3-2. Il dispute onze rencontres pour sa première saison, ne parvenant pas à inscrire le moindre point et ne peut aider son équipe à éviter la relégation.
En prévision du repêchage de 2022, la centrale de recrutement de la LNH le classe au 18e rang des espoirs européens chez les patineurs. Il est sélectionné au 16e rang par les Sabres de Buffalo.

### En équipe nationale
Östlund représente la Suède lors du Championnat du monde moins de 18 ans en 2021, il fait partie de la formation remportant la médaille de bronze.
Lors de la Coupe Hlinka-Gretzky en 2021, il finit troisième du tournoi, remportant une médaille de bronze.
Il prend également part Championnat du monde moins de 18 ans en 2022 et remporte la médaille d'or. Il est également désigné comme étant l'un des trois meilleurs joueurs de sa formation.

## Statistiques

### En club
| Saison    | Équipe            | Ligue           |    | Saison régulière | Saison régulière | Saison régulière | Saison régulière | Saison régulière |   | Séries éliminatoires | Séries éliminatoires | Séries éliminatoires | Séries éliminatoires | Séries éliminatoires |
| Saison    | Équipe            | Ligue           | PJ | B                | A                | Pts              | Pun              | PJ               | B | A                    | Pts                  | Pun                  |                      |                      |
| 2017-2018 | Södertälje SK M16 | J16 Division 1  | 2  | 1                | 1                | 2                | 0                | -                | - | -                    | -                    | -                    |                      |                      |
| 2018-2019 | Södertälje SK M16 | J16 Division 2  | 1  | 3                | 2                | 5                | 0                | -                | - | -                    | -                    | -                    |                      |                      |
| 2018-2019 | Södertälje SK M16 | J16 Division 1  | 23 | 10               | 18               | 28               | 6                | 5                | 3 | 5                    | 8                    | 0                    |                      |                      |
| 2018-2019 | Södertälje SK M18 | J18 Allsvenskan | -  | -                | -                | -                | -                | 2                | 0 | 1                    | 1                    | 0                    |                      |                      |
| 2018-2019 | Södermanland      | TV-Pucken       | 6  | 1                | 1                | 2                | 0                | -                | - | -                    | -                    | -                    |                      |                      |
| 2019-2020 | Djurgården IF M16 | J16 Division 1  | 3  | 1                | 4                | 5                | 0                | 5                | 4 | 9                    | 13                   | 2                    |                      |                      |
| 2019-2020 | Djurgården IF M16 | J16 SM          | 3  | 1                | 9                | 10               | 0                | -                | - | -                    | -                    | -                    |                      |                      |
| 2019-2020 | Djurgården IF M18 | J18 Elit        | 15 | 2                | 7                | 9                | 10               | -                | - | -                    | -                    | -                    |                      |                      |
| 2018-2019 | Djurgården IF M18 | J18 Allsvenskan | 13 | 5                | 5                | 10               | 4                | -                | - | -                    | -                    | -                    |                      |                      |
| 2019-2020 | Södermanland      | TV-Pucken       | 8  | 7                | 9                | 16               | 2                | -                | - | -                    | -                    | -                    |                      |                      |
| 2020-2021 | Djurgården IF M18 | J18 Region      | 4  | 2                | 5                | 7                | 0                | -                | - | -                    | -                    | -                    |                      |                      |
| 2020-2021 | Djurgården IF M20 | J20 Nationell   | 10 | 7                | 8                | 15               | 0                | -                | - | -                    | -                    | -                    |                      |                      |
| 2021-2022 | Djurgården IF M18 | J18 Nationell   | 1  | 0                | 2                | 2                | 0                | 4                | 2 | 5                    | 7                    | 0                    |                      |                      |
| 2021-2022 | Djurgården IF M20 | J20 Nationell   | 32 | 9                | 33               | 42               | 6                | 5                | 5 | 2                    | 7                    | 4                    |                      |                      |
| 2021-2022 | Djurgården IF     | SHL             | 11 | 0                | 0                | 0                | 0                | -                | - | -                    | -                    | -                    |                      |                      |
| 2022-2023 | Djurgården IF     | Allsvenskan     | 37 | 8                | 18               | 26               | 12               | 12               | 2 | 3                    | 5                    | 4                    |                      |                      |

### En équipe nationale
| Année     | Équipe         | Compétition                          |   | PJ | B | A  | Pts | Pun       |  | Résultat |
| 2016-2017 | Suède M13      | WSI U13                              | 7 | 0  | 1 | 1  | 0   |           |  |          |
| 2017-2018 | Suède M14      | WSI U14                              | 9 | 4  | 7 | 11 | -   |           |  |          |
| 2018-2019 | Suède M15      | WSI U15                              | 5 | 3  | 3 | 6  | 0   |           |  |          |
| 2019-2020 | Suède M16      | International                        | 6 | 1  | 4 | 5  | 0   |           |  |          |
| 2021      | Suède M18      | Coupe Hlinka-Gretzky                 | 5 | 0  | 2 | 2  | 2   | 3e place  |  |          |
| 2021      | Suède M18      | Championnat du monde moins de 18 ans | 5 | 1  | 1 | 2  | 0   | 3e place  |  |          |
| 2020-2021 | Suède M18      | International                        | 6 | 1  | 1 | 2  | 0   |           |  |          |
| 2022      | Suède M18      | Championnat du monde moins de 18 ans | 6 | 4  | 6 | 10 | 6   | 1re place |  |          |
| 2021-2022 | Suède M18      | International                        | 9 | 1  | 2 | 3  | 2   |           |  |          |
| 2023      | Suède - 20 ans | Championnat du monde junior          | 7 | 1  | 3 | 4  | 2   | 4e place  |  |          |

## Trophées et honneurs personnels

### TV-Pucken
- 2019-2020 : médaille de bronze avec l'équipe de Södermanland. Il remporte le trophée Lill-Strimmastipendiet, remis au meilleur défenseur du tournoi

### Coupe Hlinka-Gretzky
- 2021-2022 : médaille de bronze avec la Suède.

### J18 Nationell
- 2021-2022 : médaille d'or avec le Djurgården IF.

### J20 Nationell
- 2021-2022 : médaille d'argent avec le Djurgården IF.

### Championnat du monde moins de 18 ans
- 2020-2021 : médaille de bronze avec la Suède.
- 2021-2022 : médaille d'or avec la Suède.